# Egyptens flagga
Egyptens flagga med nuvarande utseende antogs av Egypten den 4 oktober 1984. Flaggan har tre horisontella band i rött, vitt och svart. Mitt på flaggan finns Saladins örn som också är Egyptens statsvapen. Proportionerna är 2:3.

## Historik
När Egypten var en del av osmanska imperiet användes en traditionell osmansk röd flagga med halvmåne och stjärna i vitt. Det moderna egyptiska kungarikets flagga var grön med tre stjärnor och en halvmåne i vitt. De tre stjärnorna symboliserade Egypten, Nubien och Sudan. Samma flagga användes i Anglo-egyptiska Sudan, som var en gemensam koloni mellan Egypten och Storbritannien.

## Guvernementens flaggor
Vart och ett av Egyptens 27 guvernement har en egen flagga.

Alexandria
Assuan
Asyut
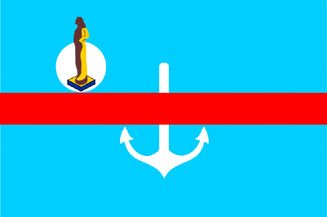
al-Bahr al-Ahmar
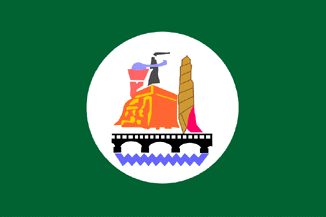
Beni Suef
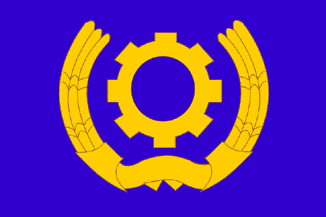
Beheira
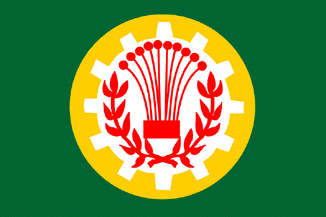
ad-Daqahliyya
Damietta
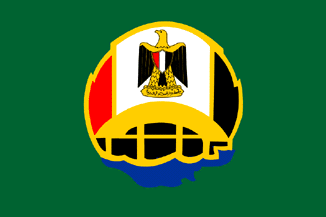
Faijum
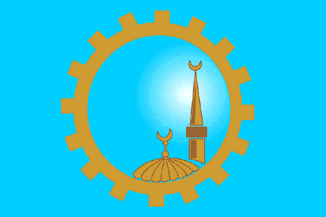
al-Gharbiyya
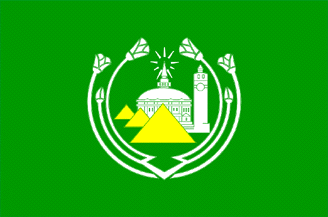
Giza
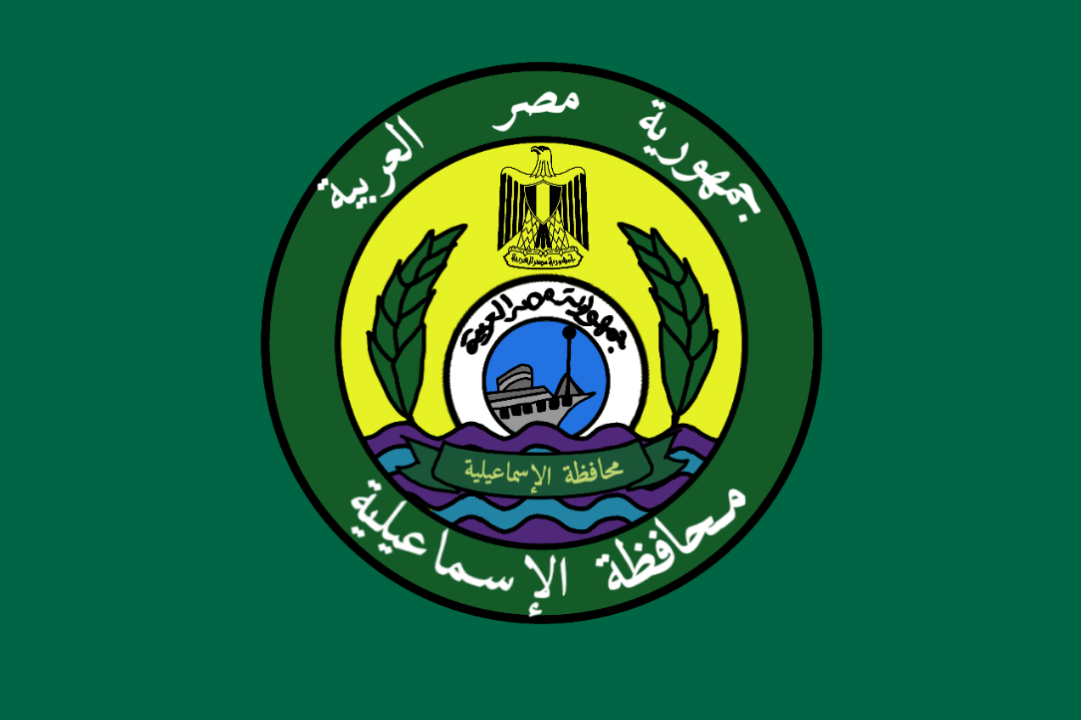
Ismailia
Kafr el-Sheikh
Kairo
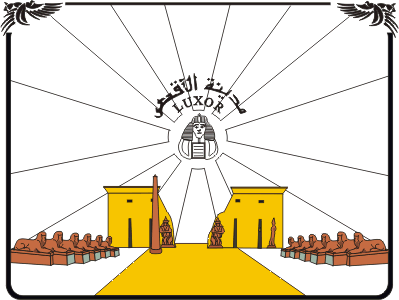
Luxor
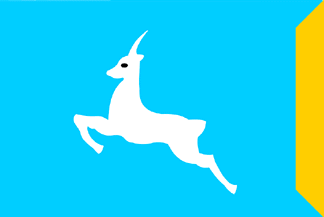
Mersa Matruh
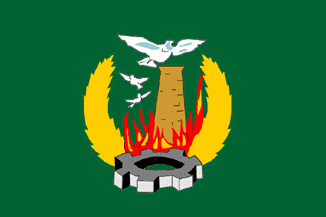
al-Minufiyya
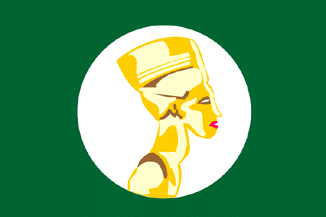
al-Minya
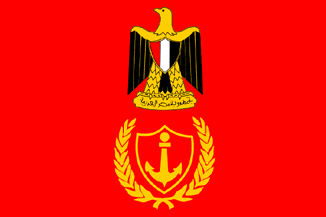
Port Said
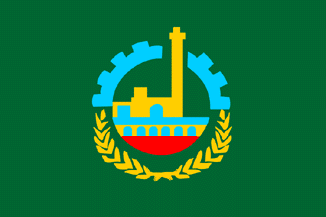
al-Qalyubiyya
Qena
ash-Sharqiyya
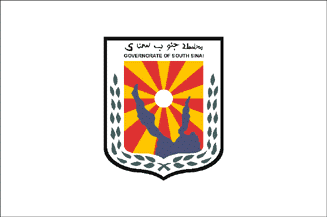
Sina al-Janubiyya
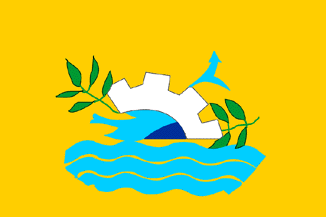
Sina ash-Shamaliyya
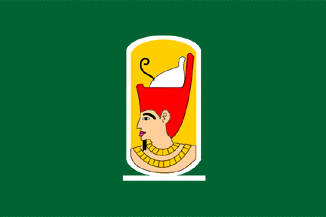
Sohag
Suez
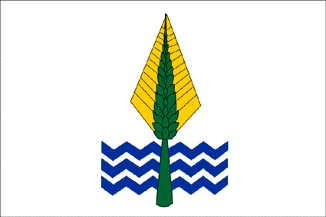
al-Wadi al-Jadid